# Storseleby
Storseleby (südsamisch Jijnjesovvene) ist ein Ort in der schwedischen Provinz Västerbottens län und der historischen Provinz (landskap) Lappland.
Der Ort der Gemeinde Vilhelmina liegt etwa 30 Kilometer nördlich von Vilhelmina. Die Europastraße 45 (Inlandsvägen) führt am Ort vorbei. Durch Storseleby führt der sekundäre Länsväg AC 1088. Zwei Kilometer südlich des Ortszentrums befindet sich der Bahnhof der Inlandsbahn; dieser trägt allerdings den Namen des etwas westlich vorbeifließenden Flusses Vojmån.
Bis 2015 besaß Storseleby den Status eines Småort mit zuletzt (2010) 56 Einwohnern auf einer Fläche von 21 Hektar, verlor den Status aber in Folge, da die Einwohnerzahl unter 50 sank.